# Scotocyma
Scotocyma là một chi bướm đêm thuộc họ Geometridae.

## Các loài
- Scotocyma albinotata
- Scotocyma euryochra
- Scotocyma idioschema
- Scotocyma ischnophrica
- Scotocyma legalis
- Scotocyma manusensis
- Scotocyma mimula
- Scotocyma miscix
- Scotocyma platydesma
- Scotocyma scotopepla
- Scotocyma transfixa